# Národní muzeum Kolumbie
Národní muzeum Kolumbie (Museo Nacional de Colombia) je nejstarší muzeum v Kolumbii. Bylo založeno v roce 1823 bývalým prezidentem Nové Granady Franciscem de Paula Santanderem a v současné době má více než 20 000 exponátů, které jsou považovány za reprezentativní příklady kolumbijské kultury. Sbírka je rozdělena do čtyř částí: výtvarné umění, historie, archeologie a etnografie. Muzeum se nachází v Bogotě ve čtvrti Santa Fe.

## Dějiny
Národní muzeum Kolumbie již sídlilo na několika místech, mj. také v botanické zahradě. Současná budova byla dříve vězením: říkalo se jí Panóptico a šlo o ústřední vězení departmentu Cundinamarca. Budovu navrhl dánský architekt Thomas Reed v roce 1874, muzeum zde bylo otevřeno 2. května 1948. Od 11. srpna 1975 je dekretem vyhlášeno národní památkou Kolumbie.
Po Ústavu přírodních věd (Instituto de Ciencias Naturales) Národní univerzity Kolumbie (Universidad Nacional de Colombia) a Muzeu zlata (Museo del Oro) kolumbijské národní banky Banco de la República je kolekce Národního muzea s přibližně 30 miliony exponátů třetí největší veřejnou sbírkou v Kolumbii. Sbírka kolumbijského, latinskoamerického a evropského umění obsahuje obrazy, grafiky, rytiny, sochy a instalace od koloniální éry po současnost.
Muzeum vlastní četné olejomalby autorů jako Gregorio Vásquez de Arce y Ceballos, Andrés de Santa Maria, Fídolo González Camargo, Roberto Páramo, Rómulo Rozo, Fernando Botero, Marco Tobón Mejía, Francisco Antonio Cano, Alejandro Obregón, Enrique Grau, Edgar Negret, Eduardo Ramírez Villamizar, Santiago Martinez Delgado, Ricardo Gómez Campuzano, Roberto Pizano, Guillermo Wiedemann a Álvaro Barrios; zejména má nejlepší sbírku olejomaleb Fernanda Botera v Kolumbii. Uchovává také velkou ikonografickou sbírku Simona Bolívara s četnými olejomalbami, grafikou a rytinami José Maríy Espinosy, Pedra José Figueroy a dalších.
Sbírka mezinárodního umění zahrnuje exempláře, jako je například řecká amfora, egyptský hrobový reliéf, několik obrazů vlámských a nizozemských malířů, přes 100 afrických exponátů a olejomalby latinskoamerických umělců, jako jsou venezuelští umělci Arturo Michelena a Armando Reverón.
Etnologická sbírka zahrnuje asi 4000 předmětů z celé Kolumbie. Archeologická sbírka obsahuje asi 10 000 exponátů ze všech předhispánských kultur země.
Historická sbírka také obsahuje četné předměty nejen z Kolumbie, ale z celé Latinské Ameriky. Zejména je zde standarta, kterou Francisco Pizarro v 16. století používal při dobytí Peru, a plášť milenky vládce Inků Atahualpy.